# (33030) 1997 QB2
(33030) 1997 QB2 est un astéroïde de la ceinture principale découvert en 1997.

## Description
(33030) 1997 QB2 a été découvert le 27 août 1997 à l'observatoire de Nachikatsuura au Japon, par Yoshisada Shimizu et Takeshi Urata.

### Caractéristiques orbitales
L'orbite de cet astéroïde est caractérisée par un demi-grand axe de 2,42 ua, un périhélie de 1,76 ua, une excentricité de 0,27 et une inclinaison de 7,99° par rapport à l'écliptique. Du fait de ces caractéristiques, à savoir un demi-grand axe compris entre 2 et 3,2 ua et un périhélie supérieur à 1,666 ua, il est classé, selon la JPL Small-Body Database, comme objet de la ceinture principale.

### Caractéristiques physiques
(33030) 1997 QB2 a une magnitude absolue (H) de 15,1 et un albédo estimé à 0,325.